# 佩里什鄉
44°41′N 26°1′E / 44.683°N 26.017°E
佩里什鄉（羅馬尼亞語：Comuna Periș, Ilfov），是羅馬尼亞的鄉份，位於該國南部，由伊爾福夫縣負責管轄，面積78平方公里，海拔高度117米，2007年人口6,923，人口密度每平方公里89人。